# قلعه رشید
قلعه رشید، شهری از توابع بخش مرکزی شهرستان اردل در استان چهارمحال و بختیاری ایران است.

## جمعیت
این روستا در دهستان پشتکوه قرار دارد و براساس سرشماری مرکز آمار ایران در سال ۱۳۸۵، جمعیت آن ۶۳۸ نفر (۱۴۵ خانوار) بوده‌است.